# Maylandia livingstonii
Maylandia livingstonii är en fiskart som först beskrevs av Boulenger, 1899.  Maylandia livingstonii ingår i släktet Maylandia och familjen Cichlidae. IUCN kategoriserar arten globalt som livskraftig. Inga underarter finns listade i Catalogue of Life.